# Paul Virilio
Paul Virilio (* 4. Januar 1932 in Paris; † 10. September 2018 ebenda) war ein französischer Philosoph und Kritiker der Mediengesellschaft. Virilio war vor allem als Simulations-, Virtualitäts- und Geschwindigkeitstheoretiker sowie als Begründer der Dromologie bekannt.

## Leben
Virilio, dessen Vater als Kommunist vor dem faschistischen Regime von Italien nach Frankreich geflohen war, studierte Architektur und Urbanistik und machte eine Ausbildung zum Kunstglaser-Meister. Im Zweiten Weltkrieg erlebte er in Nantes die Bombardierung der Stadt durch Flugzeuge der Alliierten. Seinen Militärdienst leistete er als Kartograf in Freiburg im Breisgau und im Algerienkrieg ab. Er war tätig als Architekt, Stadtplaner, Ausstellungsmacher, Atelierleiter und Redaktionsmitglied verschiedener Zeitschriften. 1976 fand im Centre Georges Pompidou seine Ausstellung zur „Bunker-Archäologie“ statt.
Virilio war ab 1969 Professor und ab 1973 Studiendirektor an der École Spéciale d’Architecture in Paris. 1979 gründete er zusammen mit Alain Joxe das Centre interdisciplinaire de recherche de la paix et d′études stratégiques („Interdisziplinäres Zentrum für Friedensforschung und strategische Studien“). Er wurde 1997 emeritiert und widmete sich seitdem seinen dromologischen Forschungen.

## Zitate
Virilio über den Zweiten Golfkrieg 1991: „Die Botschaft dieses Medienkrieges besteht weniger in der Information über die Realität der gegenwärtig stattfindenden Kämpfe als vielmehr in der Förderung der Möglichkeit zukünftiger Kriege“.
Bekannt wurde die von Virilio geprägte Metapher Rasender Stillstand (Essay, 1992) als Endstadium einer Phase der technologisch vermittelten Beschleunigung, die in der Raum- und Zeitschranken überwindenden, alles beherrschenden Telekommunikation kulminiert, durch die die Kommunizierenden selbst sich nicht mehr bewegen müssen, worauf der Körper mit pathologischen Symptomen wie Burn-Out reagiert.

## Auszeichnungen
- 1987: der französische „Große Nationalpreis der Architekturkritik“ (Le grand prix national de la critique est décerné à l'unanimité à Paul Virilio, par les ministères de l’équipement, du logement et de l'aménagement du territoire et des transports)
- 1992: Siemens-Medienkunstpreis

## Schriften
- Bunker archéologie (= Série des catalogues du Centre de Création Industrielle du Centre Georges Pompidou. 1). Centre Georges Pompidou, Centre de Création Industrielle, Paris 1975, ISBN 2-85850-001-0.
  - deutsch: Bunkerarchäologie. Carl Hanser, München, Wien 1992, ISBN 3-446-17162-2.
- Essai sur l'insécurité du territoire. Stock, Paris 1976, ISBN 2-234-00499-3.
- Vitesse et politique. Essai de dromologie. Gallimard, Paris 1977, ISBN 2-7186-0079-9.
  - deutsch: Geschwindigkeit und Politik. Ein Essay zur Dromologie (= Merve-Titel. 90). Merve Verlag, Berlin 1980, ISBN 3-88396-010-1.
- Défense populaire et luttes écologiques. Galilée, Paris 1978, ISBN 2-7186-0108-6.
- Fahren, fahren, fahren ... (= Internationale marxistische Diskussion. 80). Merve Verlag, Berlin 1978, ISBN 3-88396-000-4.
- Esthétique de la disparition. Balland, Paris 1980, ISBN 2-7158-0286-2.
  - deutsch: Ästhetik des Verschwindens (= Internationaler Merve-Diskurs. 132). Merve Verlag, Berlin 1986, ISBN 3-88396-052-7.
- mit Sylvère Lotringer: Pure war. Semiotexte, New York NY 1983, ISBN 0-936756-03-9.
  - deutsch: Der reine Krieg (= Merve-Titel. 116). Merve Verlag, Berlin 1984, ISBN 3-88396-036-5.
- La Crise des dimensions. La représentation de l'espace et la notion de dimension. École Spéciale d'Architecture, Paris 1983.
- L'Espace critique. Essai. Bourgois, Paris 1984, ISBN 2-267-00363-5.
- Guerre et cinéma. Band 1: Logistique de la perception (= Cahiers du Cinéma. Essais. 3). Éditions de l'Étoile, Paris 1984, ISBN 2-86642-014-4 (Nouvelle édition augmentée. Cahiers du cinéma, Paris 1991, ISBN 2-86642-108-6).[3]
  - deutsch: Krieg und Kino. Logistik der Wahrnehmung. Hanser, München u. a. 1986, ISBN 3-446-14510-9.
- L'Horizon négatif. Essai de dromoscopie (= Débats. 34). Galilée, Paris 1984, ISBN 2-7186-0271-6.
  - deutsch: Der negative Horizont. Bewegung, Geschwindigkeit, Beschleunigung. Hanser, München u. a. 1989, ISBN 3-446-15005-6.
- La Machine de vision. Galilée, Paris 1988, ISBN 2-7186-0341-0.
  - deutsch: Die Sehmaschine (= Internationaler Merve-Diskurs. 149). Merve Verlag, Berlin 1989, ISBN 3-88396-069-1.
- L'Inertie polaire. Essai. Bourgois, Paris 1990, ISBN 2-267-00887-4.
  - deutsch: Rasender Stillstand. Essay. Hanser, München u. a. 1992, ISBN 3-446-16248-8.
- L'écran du désert. Chroniques de guerre. Galilée, Paris 1991, ISBN 2-7186-0398-4.
  - deutsch: Krieg und Fernsehen. Hanser, München u. a. 1993, ISBN 3-446-17252-1.
- „Das irreale Monument“. Der Einstein-Turm (= Internationaler Merve-Diskurs. 165). Merve Verlag, Berlin 1992, ISBN 3-88396-091-8.
- L'art du moteur. Galilée, Paris 1993, ISBN 2-7186-0426-3.
  - deutsch: Die Eroberung des Körpers. Vom Übermenschen zum überreizten Menschen. Hanser, München u. a. 1994, ISBN 3-446-17817-1.
- La vitesse de libération. Essai. Galilée, Paris 1995, ISBN 2-7186-0458-1.
  - deutsch: Fluchtgeschwindigkeit. Essay. Hanser, München u. a. 1996, ISBN 3-446-18771-5.
- mit Claude Parent: „Architecture principe“. 1966 et 1996. Les Éditions de l'Imprimeur, Besançon 1996, ISBN 2-910735-22-2.
  - deutsch:  Architecture principe. 1966 und 1996. Les Éditions de l'Imprimeur, Besançon 2000, ISBN 2-910735-22-2.
- Cybermonde, la politique du pire. Entretien avec Philippe Petit. Les Éditions Textuel, Paris 1996, ISBN 2-909317-21-8.
  - deutsch: Cyberwelt, die wissentlich schlimmste Politik. Ein Gespräch mit Philippe Petit (= Internationaler Merve-Diskurs. 331). Merve Verlag, Berlin 2011, ISBN 978-3-88396-268-9.
- Un paysage d'événements. Galilée, Paris 1996, ISBN 2-7186-0479-4.
  - deutsch: Ereignislandschaft. Hanser, München u. a. 1998, ISBN 3-446-19300-6.
- mit Marianne Brausch: Voyage d'hiver. Entretiens. Editions Parenthèses, Marseille 1997, ISBN 2-86364-610-2.
- La bombe informatique. Galilée, Paris 1998, ISBN 2-7186-0507-3.
  - deutsch: Information und Apokalypse. In: Information und Apokalypse. Die Strategie der Täuschung. Hanser, München u. a. 2000, ISBN 3-446-19860-1.
- Stratégie de la déception. Galilée, Paris 1999, ISBN 2-7186-0524-3.
  - deutsch: Die Strategie der Täuschung. In: Information und Apokalypse. Die Strategie der Täuschung. Hanser, München u. a. 2000, ISBN 3-446-19860-1.
- La procédure silence. Galilée, Paris 2000, ISBN 2-7186-0522-7.
  - deutsch: Die Kunst des Schreckens (= Internationaler Merve-Diskurs. 238). Merve Verlag, Berlin 2001, ISBN 3-88396-171-X.
- Ce qui arrive. Galilée, Paris 2002, ISBN 2-7186-0569-3.
- Ville panique. Ailleurs commence ici. Galilée, Paris 2003, ISBN 2-7186-0591-X.
  - deutsch: Panische Stadt. Passagen Verlag, Wien 2007, ISBN 978-3-85165-821-7.
- L'accident originel. Galilée, Paris 2005, ISBN 2-7186-0659-2.
  - deutsch: Der eigentliche Unfall. Passagen Verlag, Wien 2009, ISBN 978-3-85165-874-3.
- L'art à perte de vue. Galilée, Paris 2005, ISBN 2-7186-0687-8.
  - deutsch: Die Verblendung der Kunst. Passagen Verlag, Wien 2008, ISBN 978-3-85165-820-0.
- L'université du désastre. Galilée, Paris 2007, ISBN 978-2-7186-0722-1.
  - deutsch: Die Universität des Desasters. Passagen Verlag, Wien 2008, ISBN 978-3-85165-867-5.
- Le Futurisme de l'instant. Stop-Eject. Galilée, Paris 2009, ISBN 978-2-7186-0788-7.
  - deutsch: Der Futurismus des Augenblicks. Passagen Verlag, Wien 2010, ISBN 978-3-85165-932-0.
- Le grand accélérateur. Galilée, Paris 2010, ISBN 978-2-7186-0826-6.
  - deutsch: Der große Beschleuniger. Passagen Verlag, Wien 2012, ISBN 978-3-7092-0026-1.
- Le littoral, la dernière frontière. entretien avec Jean-Louis Violeau. Sens & Tonka, Paris 2014, ISBN 978-2-84534-231-6.
  - deutsch: Die Küste, letzte Grenze. Ein Gespräch mit Jean-Louis Violeau. Turia + Kant, Wien/Berlin 2015, ISBN 978-3-85132-771-7.

## Film
- Paul Virilio: Denker der Geschwindigkeit. Dokumentation, Frankreich, 2007, 90 Min., Buch und Regie: Stéphane Paoli, Produktion: arte France, deutschsprachige Erstsendung: 20. Januar 2009, Inhaltsangabe von arte u. a. mit Jeremy Rifkin, Walter Bender, Muhammad Yunus, Hubert Védrine, Jacques Attali und Jean Nouvel